# فولی (مینه‌سوتا)
فولی، مینه‌سوتا (به انگلیسی: Foley, Minnesota) یک شهر در ایالات متحده آمریکا است که در مینه‌سوتا واقع شده‌است.

## خصوصیات
فولی ۶٫۵۰ کیلومترمربع مساحت و ۲٬۶۰۳ نفر جمعیت دارد و ۳۴۷ متر بالاتر از سطح دریا واقع شده‌است.